# Coppa Bernocchi 1965
La Coppa Bernocchi 1965, quarantasettesima edizione della corsa, si svolse il 19 aprile 1965 su un percorso di 265 km. Era valida come evento del circuito UCI categoria CB1.1. La vittoria fu appannaggio dell'italiano Adriano Durante, precedendo i connazionali Michele Dancelli e Franco Cribiori. L'arrivo e la partenza della gara furono a Legnano.

## Ordine d'arrivo (Top 10)
| Pos. | Corridore          | Squadra    | Tempo    |
| ---- | ------------------ | ---------- | -------- |
| 1    | Adriano Durante    | Ignis      | 6h13'00" |
| 2    | Michele Dancelli   | Molteni    | s.t.     |
| 3    | Franco Cribiori    | Ignis      | s.t.     |
| 4    | Gianni Motta       | Salvarani  | s.t.     |
| 5    | Vittorio Adorni    | Salvarani  | s.t.     |
| 6    | Renzo Baldan       | Vittadello | s.t.     |
| 7    | Bruno Mealli       | Bianchi    | s.t.     |
| 8    | Domenico Meldolesi | Maino      | s.t.     |
| 9    | Renato Pelizzoni   | Bianchi    | s.t.     |
| 10   | Luciano Armani     | Bianchi    | s.t.     |